# Нюелс Олд Бойс
Клуб Атлетико Нюелс Олд Бойс (на испански Club Atlético Newell's Old Boys) е аржентински футболен отбор от град Росарио, провинция Санта Фе.

## История
Клубът е създаден през 1903 г. от бивши ученици на английската гимназия в Росарио и е наречен в памет на нейния директор и треньор по футбол, английският имигрант Исак Нюъл. Оттогава датира и историческото дерби с другия градски съперник Росарио Сентрал. Клубните цветове са черно и червено, взети от знамената на Англия и Германия (Исак Нюъл е англичанин, а съпругата му е немкиня). През 1920 г. отбора организира благотворителен мач за набиране на средства за клиника лекуваща проказа и оттогава датира тяхното прозвище „прокажените“ (Los Leprosos). Нюелс Олд Бойс печели аржентинското първенство общо пет пъти (Метрополитано 1973 – 74, 1987 – 88, 1990 – 91, Клаусура 1992 г. и Апертура 2004 г.) Играе и два финала за Копа Либертадорес, като през 1988 г. губи от Насионал Монтевидео, а през 1992 от Сао Пауло. През 1988 г. печели приятелския мини-турнир наречен Малкото Световното първенство, като по пътя към първото място побеждава Ривър Плейт, Милан, Ювентус, Реал Мадрид и Манчестър Юнайтед. По-късно този турнир става официален в листата на ФИФА и е преименуван на Световно клубно първенство. През 1941 г. Нюелс Олд Бойс прави презокеанско турне и изиграва редица контроли в които постига впечагляващи победи над Валенсия, Борусия Мьонхенгладбах, Реал Мадрид и Испанския нац. отбор. През годините школата на клуба създава значителен брой играчи за националния отбор на Аржентина, и трансферира най-добрите си състезатели за най-силните първенства в Европа, най-вече тези на Италия и Испания.

## Стадион
„Естадио Ел Колосо дел Парке“ се намира в град Росарио Аржентина, по-специално в парк „Independencia“ и е вторият по големина в града. Това е клубният стадион на Нюелс Олд Бойс. Открит е на 23 юли 1911 г. и през годините е претърпял редица реконструкции, за да достигне до настоящия си капацитет от 39 121 зрители. През 2001 година стадиона е домакин на няколко срещи от Световно първенство по футбол за младежи което се провежда в Аржентина. През 1993 г. в края на своята състезателна кариера екипа на отбора облича легендата на аржентинския футбол Диего Армандо Марадона. В знак на признателност една от трибуните на стадиона носи неговото име. От 22 декември 2009 носи името Естадио Марсело Биелса.

## Успехи
Примера Дивисион Аржентина
Шампион (3)1973 – 74, 1987 – 88, 1990 – 91
- Клаусура 1992
- Апертура 2004

Копа Либертадорес
Финалист (2): 1988 и 1992

## Известни бивши футболисти
| - Абел Балбо - Маурисио Почетино - Америко Галего - Габриел Батистута - Серхио Гойкоечея - Габриел Хайнце - Диего Марадона - Лионел Меси - Ариел Ортега - Хуан Рамон Роча - Макси Родригес - Валтер Самуел - Нестор Сенсини - Хуан Еснайдер - Хорхе Валдано - Лионел Скалони - Игнасио Скоко - Оскар Кардосо |

## Български футболисти
- Велко Йотов: 1995/99 - (106 мача - 35 гола)

## Бивши треньори
- Марсело Биелса
- Сезар Луис Меноти